# Влизана
Влизана (на гръцки: Βλυζανά) е село в Етолоакарнания, Гърция, разположено на 64 км от Месолонги. Селото се намира на 440 м надморска височина в Акарнанските планини. Основен поминък на населението – земеделие, животновъдство и в частност лозарство.
Влизана се споменава още в първия османски архив от 1521 г. като едно от най-големите села на Ксиромеро, а през XVII век селото има 80 семейства. От средата на XVII век населението на селото започва да намалява поради венецианско-османските войни. През втората четвърт на XVIII век в селото живеят по-малко от десет семейства.